# Янчук, Дмитрий Николаевич
Дми́трий Никола́евич Янчу́к (укр. Дмитро Миколайович Янчук; 14 ноября 1992, Хмельницкий) — украинский гребец-каноист, выступает за сборную Украины начиная с 2012 года. Бронзовый призёр летних Олимпийских игр в Рио-де-Жанейро, бронзовый призёр чемпионата мира, чемпион Европы, многократный победитель и призёр регат национального значения. На соревнованиях представляет Горишние Плавни, мастер спорта международного класса.

## Биография
Дмитрий Янчук родился 14 ноября 1992 года в городе Хмельницком, Украина. Активно заниматься греблей начал в возрасте двенадцати лет по примеру своего брата, проходил подготовку в хмельницкой детско-юношеской спортивной школе, позже перешёл в школу высшего спортивного мастерства и спортивный клуб «Гирник». Тренировался под руководством таких специалистов как Сергей Леонтьевич Жиляев и Николай Иванович Мацапура.
Дебютировал в основном составе украинской национальной сборной в сезоне 2012 года, сумел выиграть бронзовую и золотую медали на этапах Кубка мира. Будучи студентом Хмельницкого национального университета, отправился представлять страну на летней Универсиаде 2013 года в Казани — в итоге завоевал здесь золото в четвёрках на тысяче метрах и серебро в четвёрках на пятистах метрах. За это выдающееся достижение награждён Орденом «За заслуги» III степени.
В 2014 году побывал на чемпионате Европы в немецком Бранденбурге, откуда привёз награду бронзового достоинства, выигранную в зачёте четырёхместных каноэ на дистанции 1000 метров. Год спустя на европейском первенстве в чешском Рачице трижды поднимался на пьедестал почёта: взял серебро в двойках на пятистах метрах, одержал победу в двойках на тысяче метрах, стал бронзовым призёром в четвёрках на тысяче метрах. Кроме того, выступил на чемпионате мира в Милане и добавил в послужной список бронзовую награду, полученную в полукилометровой гонке каноэ-двоек.
Благодаря череде удачных выступлений Янчук удостоился права защищать честь страны на летних Олимпийских играх 2016 года в Рио-де-Жанейро. Стартовал здесь в зачёте двухместных каноэ на километровой дистанции вместе с напарником Тарасом Мищуком — они со второго места квалифицировались на предварительном этапе, затем заняли первое место на стадии полуфиналов, после чего в решающем финальном заезде финишировали третьими, уступив только экипажам из Германии и Бразилии.
За это выдающееся достижение награждён Орденом «За заслуги» II степени